# Ordre de bataille confédéré de la bataille de Chickamauga
Les unités et commandants de l'armée des États confédérés, organisée comme suit,, combattent selon cet ordre lors de la bataille de Chickamauga de septembre 1863 durant la guerre de Sécession nord-américaine (1861-1865).

## Abréviations utilisées

### Grades militaires
- Gen = général,
- LTG = lieutenant général,
- MG = major général,
- BG = brigadier général,
- Col = colonel,
- Ltc = lieutenant colonel,
- Maj = commandant,
- Cpt = capitaine,
- Lt = lieutenant.

### Autres
- (b) = blessé ;
- mb = blessé mortellement ;
- † = tué ;
- (PDG) = capturé.

## Armée du Tennessee(19 septembre 1863)
Gen Braxton Bragg, commandant.
Escorte Cpt Guy Dreux :
- compagnie de Dreux, Louisiana Cavalry : Lt O. De Buis.
- Compagnie d'Holloway,  Alabama Cavalry : Cpt E. M. Holloway.

### Corps de Polk
LTG Leonidas Polk.
Escorte :
- compagnie de Greenleaf, Louisiana Cavalry : Cpt Leeds Greenleaf (corps d'état-major).
- Compagnie G, 2nd Georgia Cavalry : Cpt Thomas M. Merritt (division de Cheatham).
- Compagnie de Lenoir, Alabama Cavalry : Cpt T.M. Lenoir (division de Hindman).

| Division                                                    | Brigade                                                          | Régiments et autres |
| ----------------------------------------------------------- | ---------------------------------------------------------------- | --- |
| Division de Cheatham MG Benjamin F. Cheatham                | Brigade de Jackson BG John K. Jackson                            | - 1st Georgia (Confederate), 2nd Battalion : Maj James Clarke Gordon - 5th Georgia : Col Charles P. Daniel - 2nd Georgia Battalion Sharpshooters : Maj Richard H. Whiteley - 5th Mississippi : Ltc W. L. Sykes, Maj John B. Herring - 8th Mississippi : Col John C. Wilkinson                                               |
| Division de Cheatham MG Benjamin F. Cheatham                | Brigade de Smith BG Preston Smith (†) Col Alfred J. Vaughan, Jr. | - 11th Tennessee : Col George W. Gordon - 12th-47th Tennessee : Col William M. Watkins - 13th-154th Tennessee : Col A. J. Vaughan, Ltc R.W. Pitman - 29th Tennessee : Col Horace Rice - Dawson's Battalion Sharpshooters : Maj J.W. Dawson, Maj William Green, Maj James Purl                                               |
| Division de Cheatham MG Benjamin F. Cheatham                | Brigade de Maney BG George Maney                                 | - 1st-27th Tennessee : Col Hume R. Feild - 4th Tennessee (armée provisoire) : Col James A. McMurry, Ltc Robert N. Lewis, Maj Oliver A. Bradshaw, Cpt Joseph Bostick - 6th-9th Tennessee : Col George C. Porter - 24th Tennessee Battalion Sharpshooters : Maj Frank Maney                                                   |
| Division de Cheatham MG Benjamin F. Cheatham                | Brigade de Wright BG Marcus J. Wright                            | - 8th Tennessee : Col John H. Anderson - 16th Tennessee : Col D. M. Donnell - 28th Tennessee : Col Sidney S. Stanton - 38th Tennessee : Col John C. Carter - 51st-52nd Tennessee : Ltc John G. Hall - 22nd Tennessee Battalion : Maj Thomas B. Murray                                                                       |
| Division de Cheatham MG Benjamin F. Cheatham                | Brigade de Strahl BG Otho F. Strahl                              | - 4th-5th Tennessee : Col Jonathan J. Lamb - 19th Tennessee : Col Francis Marion Walker - 24th Tennessee : Col John A. Wilson - 31st Tennessee : Col Egbert E. Tansil - 33rd Tennessee : Col Warner P. Jones |
| Division de Cheatham MG Benjamin F. Cheatham                | Artillerie Maj Melancthon Smith                                  | - Carnes' (Tennessee) Battery : Cpt William W. Carnes - Scogin's (Georgia) Battery : Cpt John Scogin - Scott's (Tennessee) Battery : Lt John H. Marsh, Lt A. T. Watson, Cpt William L. Scott - Smith's (Mississippi) Battery : Lt William B. Turner - Stanford's (Mississippi) Battery : Cpt Thomas J. Stanford             |
| Division de Hindman BG Patton Anderson MG Thomas C. Hindman | Brigade d'Anderson Col Jacob H. Sharp BG Patton Anderson         | - 7th Mississippi : Col W. H. Bishop - 9th Mississippi : Maj T. H. Lynam - 10th Mississippi : Ltc James Barr - 41st Mississippi : Col. W. F. Tucker - 44th Mississippi : Col J. H. Sharp, Ltc R. G. Kelsey - 9th Mississippi Battalion Sharpshooters : Maj W. C. Richards - Garrity's (Alabama) Battery : Cpt James Garrity |
| Division de Hindman BG Patton Anderson MG Thomas C. Hindman | Brigade de Deas BG Zach C. Deas                                  | - 19th Alabama : Col Samuel K. McSpadden - 22nd Alabama : Ltc John Weedon, Cpt Harry T. Toulmin - 25th Alabama : Col George D. Johnston - 39th Alabama : Col Whitfield Clark - 50th Alabama : Col John G. Coltart - 17th Alabama Battalion Sharpshooters : Cpt James F. Nabers - Dent's (Alabama) Battery : Cpt S. H. Dent  |
| Division de Hindman BG Patton Anderson MG Thomas C. Hindman | Brigade de Manigault BG Arthur M. Manigault                      | - 24th Alabama : Col N. N. Davis - 28th Alabama : Col John C. Reid - 34th Alabama : Maj John N. Slaughter - 10th-19th South Carolina : Col James F. Pressley - Waters' (Alabama) Battery : Lt Charles W. Watkins |

### Corps de Hill
LTG Daniel H. Hill.
Escorte :
- compagnie de Sanders, Tennessee Cavalry : Cpt C. F. Sanders (division de Cleburne).
- Compagnie de Foules, Mississippi Cavalry : Cpt H. L. Foules (division de Breckinridge).

| Division                                         | Brigade | Régiments et autres |
| ------------------------------------------------ | --- | --- |
| Division de Cleburne MG Patrick Cleburne         | Brigade de Wood BG Sterling A. M. Wood | - 16th Alabama : Maj John H. McGaughy, Cpt Frederick A. Ashford - 33rd Alabama : Col Samuel Adams - 45th Alabama : Col E. B. Breedlove - Gibson's (18th) Alabama Battalion : Maj John H. Gibson (attaché au 33rd Alabama) - 32nd-45th Mississippi : Col Mark P. Lowrey - 15th Mississippi Battalion Sharpshooters : Maj A. T. Hawkins, Cpt Daniel Coleman |
| Division de Cleburne MG Patrick Cleburne         | Brigade de Polk BG Lucius E. Polk | - 1st Arkansas : Col John W. Colquitt - 3rd-5th Confederate : Col J. A. Smith - 2nd Tennessee : Col William D. Robison - 35th Tennessee : Col Benjamin J. Hill - 48th Tennessee : Col George H. Nixon |
| Division de Cleburne MG Patrick Cleburne         | Brigade de Deshler BG James Deshler | - 19th-24th Arkansas : Ltc A. S. Hutchison - 6th-10th Texas-15th Texas Cavalry (démonté) : Col Roger Q. Mills, Ltc T. Scott Anderson - 17th-18th-24th-25th Texas Cavalry (démonté) : Col F. C. Wilkes, Ltc John T. Coit, Maj William A. Taylor |
| Division de Cleburne MG Patrick Cleburne         | Artillerie Maj Thomas R. Hotchkiss (b) Cpt Henry C. Semple | - Calvert's (Arkansas) Battery : Lt Thomas J. Key - Douglas' (Texas) Battery : Cpt James P. Douglas - Semple's (Alabama) Battery : Cpt Henry C. Semple, Lt R. W. Goldthwaite |
| Division de Breckinridge MG John C. Breckinridge | | |
| Brigade de Helm BG Benjamin Helm                 | - 41st Alabama : Col Martin L. Stansel - 2nd Kentucky : Ltc James W. Hewitt, Ltc James W. Moss - 4th Kentucky : Col Joseph P. Nuckols, Maj Thomas W. Thompson - 6th Kentucky : Col Joseph H. Lewis, Ltc Martin H. Cofer - 9th Kentucky : Col John W. Caldwell, Ltc John C. Wickliffe             | |
| Brigade d'Adams BG Daniel W. Adams               | - 32nd Alabama : Maj John C. Kimbell, Col Randall L. Gibson - 13th-20th Louisiana : Col Leon von Zinken, Cpt E. M. Dubroca - 16th-25th Louisiana : Col Daniel Gober - 19th Louisiana : Ltc Richard W. Turner, Maj Loudon Butler, Cpt H. A. Kennedy - 14th Louisiana Battalion : Maj J. E. Austin | |
| Brigade de Stovall BG Marcellus A. Stovall       | - 1st-3rd Florida : Col William S. Dilworth - 4th Florida : Col W. L. L. Bowen - 47th Georgia : Cpt William S. Phillips, Cpt Joseph S. Cone - 60th North Carolina : Ltc James M. Ray, Cpt James Thomas Weaver                                                                                    | |
| Artillerie Maj Rice E. Graves                    | - Cobb's (Kentucky) Battery : Cpt Robert Cobb - Graves' (Kentucky) Battery : Lt S. M. Spencer - Mebane's (Tennessee) Battery : Cpt John W. Mebane - Slocomb's (Louisiana) Battery : Cpt C. H. Slocomb                                                                                            | |

### Corps de Buckner
MG Simon Bolivar Buckner, Sr.
Escorte : compagnie de Clark, 
Tennessee Cavalry : Cpt J. W. Clark (corps d'état-major).
| Division                                   | Brigade                                               | Régiments et autres |
| ------------------------------------------ | ----------------------------------------------------- | --- |
| Stewart's Division MG Alexander P. Stewart | Brigade de Bate BG William B. Bate                    | - 58th Alabama : Col Bushrod Jones - 37th Georgia : Col A. F. Rudler, Ltc Joseph T. Smith - 4th Georgia Battalion Sharpshooters : Maj T. D. Caswell, Cpt B. M. Turner, Lt Joel Towers - 15th-37th Tennessee : Col Robert C. Tyler, Ltc R. Dudley Frayser, Cpt R. M. Tankesley - 20th Tennessee : Col Thomas B. Smith, Maj W. M. Shy                                                                             |
| Stewart's Division MG Alexander P. Stewart | Brigade de Brown BG John C. Brown                     | - 18th Tennessee : Col Joseph B. Palmer (b), Ltc William R. Butler, Cpt Gideon H. Lowe - 26th Tennessee : Col John M. Lillard, Maj Richard M. Saffell - 32nd Tennessee : Col Edmund C. Cook, Cpt Calaway G. Tucker - 45th Tennessee : Col Anderson Searcy - 23rd Tennessee Battalion : Maj Tazewell W. Newman, Cpt W. P. Simpson                                                                                |
| Stewart's Division MG Alexander P. Stewart | Brigade de Clayton BG Henry De Lamar Clayton, Sr.     | - 18th Alabama : Col James T. Holtzclaw, Ltc R. F. Inge, Maj P. F. Hunley - 36th Alabama : Col Lewis T. Woodruff - 38th Alabama : Ltc A. R. Lankford |
| Stewart's Division MG Alexander P. Stewart | Artillerie Maj John W. Eldridge                       | - 1st Arkansas Battery : Cpt John T. Humphreys - T. H. Dawson's (Georgia) Battery : Lt R. W. Anderson - Eufaula Artillery (Alabama Battery): Cpt McDonald Oliver |
| Division de Preston BG William Preston     | Brigade de Gracie BG Archibald Gracie, Jr.            | - 43rd Alabama : Col Young M. Moody - 1st Battalion, Hilliard's Alabama Legion : Ltc John H. Holt, Cpt George W. Huguley - 2nd Battalion, Hilliard's Alabama Legion : Ltc Bolling Hall, Jr., Cpt W. D. Walden - 3rd Battalion, Hilliard's Alabama Legion : Ltc John W. A. Sanford - 4th Battalion, Hilliard's Alabama Legion : Maj John D. McLennan - 63rd Tennessee : Ltc Abraham Fulkerson, Maj John A. Aiken |
| Division de Preston BG William Preston     | 3rd Brigade Col John H. Kelly                         | - 65th Georgia : Col R. H. Moore - 5th Kentucky : Col Hiram Hawkins - 58th North Carolina : Col John B. Palmer - 63rd Virginia : Maj James M. French |
| Division de Preston BG William Preston     | Brigade de Trigg Col Robert C. Trigg                  | - 1st Florida Cavalry (démonté) : Col G. Troup Maxwell - 6th Florida : Col J. J. Finley - 7th Florida : Col Robert Bullock - 54th Virginia : Ltc John J. Wade |
| Division de Preston BG William Preston     | 9th Georgia Artillery Battalion Maj William A. Leyden | - Compagnie C : Cpt Andrew M. Wolihin - Compagnie D : Cpt Tyler M. Peeples - Jeffress' (Virginia) Battery : Cpt William C. Jeffress |
|                                            | Corps d'artillerie de réserve Maj Samuel C. Williams  | - Kolb's (Alabama) Battery : Cpt R. F. Kolb - McCants' (Florida) Battery : Cpt Robert P. McCants - Darden's (Mississippi) Battery : Cpt Putnam Darden - Baxter's (Tennessee) Battery : Cpt Edmund D. Baxter |

### Corps de réserve
MG William H. T. Walker.
| Division                                   | Brigade                                   | Régiments et autres |
| ------------------------------------------ | ----------------------------------------- | --- |
| Division de Walker MG William H. T. Walker | Brigade d'Ector BG Matthew D. Ector       | - Stone's (Alabama) Battalion Sharpshooters : Maj T. O. Stone - Pound's (Mississippi) Battalion Sharpshooters : Cpt M. Pound - 29th North Carolina : Col William B. Creasman - 9th Texas : Col William Hugh Young - 10th Texas Cavalry (démonté) : Ltc C. R. Earp - 14th Texas Cavalry (démonté) : Col J. L. Camp - 32nd Texas Cavalry (démonté) : Col Julius A. Andrews |
| Division de Walker MG William H. T. Walker | Brigade de Wilson Col Claudius C. Wilson  | - 25th Georgia : Ltc A. J. Williams - 29th Georgia : Ltc George R. McRae - 30th Georgia : Ltc James S. Bonton - 1st Georgia Battalion Sharpshooters : Maj Arthur Shaaff - 4th Louisiana Battalion : Ltc John McEnery |
| Division de Walker MG William H. T. Walker | Artillerie                                | - Howell's (Georgia) Battery : Cpt Evan Howell |
| Division de Liddell BG St. John R. Liddell | Brigade de Liddell Col Daniel C. Govan    | - 2nd-15th Arkansas : Ltc Reuben F. Harvey, Cpt A. T. Meek - 5th-13th Arkansas : Col L. Featherston, Ltc John E. Murray - 6th-7th Arkansas : Col D. A. Gillespie, Ltc Peter Snyder - 8th Arkansas : Ltc George F. Baucum, Maj A. Watkins - 1st Louisiana (régulier) (attaché au 8th Arkansas)                                                                            |
| Division de Liddell BG St. John R. Liddell | Brigade de Walthall BG Edward C. Walthall | - 24th Mississippi : Ltc R. P. McKelvaine, Maj W. C. Staples, Cpt B. F. Toomer, Cpt J. D. Smith - 27th Mississippi : Col James A. Campbell - 29th Mississippi : Col William F. Brantley - 30th Mississippi : Col Junius I. Scales, Ltc Hugh A. Reynolds, Maj James M. Johnson - 34th Mississippi : Maj William G. Pegram (b), Cpt H. J. Bowen                            |
| Division de Liddell BG St. John R. Liddell | Artillerie Cpt Charles Swett              | - Fowler's (Alabama) Battery : Cpt William H. Fowler - Warren Light Artillery (Mississippi Battery) : Lt H. Shannon |

### Corps de Longstreet
MG John B. Hood.
| Division                                             | Brigade                                    | Régiments et autres |
| ---------------------------------------------------- | ------------------------------------------ | --- |
| Division provisoire de Johnson BG Bushrod R. Johnson | Brigade de Johnson Col John S. Fulton      | - 17th Tennessee : Ltc Watt W. Floyd - 23rd Tennessee : Col R. H. Keeble - 25th Tennessee : Ltc R. B. Snowden - 44th Tennessee : Ltc John L. McEwen, Jr., Maj G. M. Crawford - Company E, 9th Georgia Artillery Battalion : Lt William S. Everett |
| Division provisoire de Johnson BG Bushrod R. Johnson | Brigade de Gregg BG John Gregg             | - 3rd Tennessee : Col Calvin H. Walker - 10th Tennessee : Col William Grace - 30th Tennessee : Ltc James J. Turner, Cpt Charles S. Douglass - 41st Tennessee : Ltc James D. Tillman - 50th Tennessee : Col Cyrus A. Sugg, Ltc Thomas W. Beaumont, Maj Christopher W. Robertson, Col Calvin H. Walker - 1st Tennessee Battalion : Maj Stephen H. Colms, Maj Christopher W. Robertson - 7th Texas : Col Hiram B. Granbury, Maj K. M. Vanzandt - Bledsoe's (Missouri) Battery : Lt R. L. Wood |
| Division provisoire de Johnson BG Bushrod R. Johnson | Brigade de McNair BG Evander McNair        | - 1st Arkansas Mounted Rifles(démonté) : Col Robert W. Harper - 2nd Arkansas Mounted Rifles (démonté) : Col James A. Williamson - 25th Arkansas : Ltc Eli Hufstedler - 4th-31st-4th Arkansas Battalion (consolidé) : Maj J. A. Ross - 39th North Carolina : Col David Coleman - Culpeper's (South Carolina) Battery : Cpt James F. Culpeper |
| Division de Hood BG Evander M. Law                   | Brgade de Robertson BG Jerome B. Robertson | - 3rd Arkansas : Col Van H. Manning - 1st Texas : Cpt R. J. Harding - 4th Texas : Ltc John P. Bane, Cpt R. H. Bassett - 5th Texas : Maj J. C. Rogers, Cpt J. S. Cleveland, Cpt T. T. Clay |
| Division de Hood BG Evander M. Law                   | Brigade de Law Col James Sheffield         | - 4th Alabama : Col Pinckney D. Bowles - 15th Alabama : Col William C. Oates - 44th Alabama : Col William F. Perry - 47th Alabama : Maj James M. Campbell - 48th Alabama : Ltc William M. Hardwick |
| Division de Hood BG Evander M. Law                   | Brigade de Benning BG Henry L. Benning     | - 2nd Georgia : Ltc William S. Shepherd, Maj W. W. Charlton - 15th Georgia : Col Dudley M. Du Bose, Maj P. J. Shannon - 17th Georgia : Ltc Charles W. Matthews - 20th Georgia : Col J. D. Waddell |

### Artillerie de réserve
| Bataillons                                    | Batteries |
| --------------------------------------------- | --- |
| Bataillon de Robertson Maj Felix H. Robertson | - Lumsden's (Alabama) Battery : Cpt Charles L. Lumsden - Havis' (Georgia) Battery : Cpt Minor W. Havis - Massenburg's (Georgia) Battery : Cpt T. L. Massenburg - Le Gardeur's (Louisiana) Battery : Cpt G. Le Gardeur, Jr. - Barret's (Missouri) Battery : Cpt Overton W. Barret |

### Corps de cavalerie de Wheeler
MG Joseph Wheeler.
| Division                                | Brigade                           | Régiments et autres |
| --------------------------------------- | --------------------------------- | --- |
| Division de Wharton BG John A. Wharton  | 1st Brigade Col Charles C. Crews  | - Malone's (Alabama) Regiment : Col J. C. Malone, Jr. - 2nd Georgia : Ltc F. M. Ison - 3rd Georgia : Col R. Thompson - 4th Georgia : Col Isaac W. Avery                                                                            |
| Division de Wharton BG John A. Wharton  | 2nd Brigade Col Thomas Harrison   | - 3rd Confederate : Col W. N. Estes - 3rd Kentucky : Ltc J. W. Griffith - 4th Tennessee : Ltc Paul F. Anderson - 8th Texas : Ltc Gustave Cook - 11th Texas : Col G. R. Reeves - White's (Tennessee) Battery : Cpt B. F. White, Jr. |
| Division de Martin BG William T. Martin | 1st Brigade Col John T. Morgan    | - 1st Alabama : Ltc D. T. Blakey - 3rd Alabama : Ltc T. H. Mauldin - 51st Alabama : Ltc M. L. Kirkpatrick - 8th Confederate : Ltc John S. Prather                                                                                  |
| Division de Martin BG William T. Martin | 2nd Brigade Col Alfred A. Russell | - 4th Alabama (Russell's Regiment) : Ltc J. M. Hambrick - 1st Confederate : Cpt C. H. Conner - Wiggins' (Arkansas) Battery : Lt J.P. Bryant                                                                                        |

### Corps de cavalerie de Forrest
BG Nathan B. Forrest.
Escorte : compagnie de Jackson, 
Tennessee Cavalry : Cpt J. C. Jackson (corps d'état-major).
| Division                                   | Brigade                                  | Régiments et autres |
| ------------------------------------------ | ---------------------------------------- | --- |
| Division d'Armstrong BG Frank C. Armstrong | Brigade d'Armstrong Col James T. Wheeler | - 3rd Arkansas : Col A. W. Hobson - 2nd Kentucky : Ltc Thomas G. Woodward - 6th Tennessee : Ltc James H. Lewis - 18th Tennessee Battalion : Maj Charles McDonald |
| Division d'Armstrong BG Frank C. Armstrong | Brigade de Forrest Col George G. Dibrell | - 4th Tennessee : Col. William S. McLemore - 8th Tennessee : Cpt Hamilton McGinnis - 9th Tennessee : Col Jacob B. Biffle - 10th Tennessee : Col Nicholas Nickleby Cox - 11th Tennessee : Col Daniel Wilson Holman - Shaw's Battalion, O. P. Hamilton's Battalion, and R. D. Allison's Squadron (consolidated) : Maj Joseph Shaw - Huggins' (Tennessee) Battery : Cpt A. L. Huggins - Morton's (Tennessee) Battery : Cpt John W. Morton, Jr. |
| Division de Pegram BG John Pegram          | Brigade de Davidson BG Henry B. Davidson | - 1st Georgia : Col J. J. Morrison - 6th Georgia : Col John R. Hart - 6th North Carolina : Col George N. Folk - Rucker's Tennessee Legion : Col Edmund W. Rucker - 12th Tennessee Battalion : Maj G. W. Day - 16th Tennessee Battalion : Cpt John Q. Arnold - 10th Confederate : Col C. T. Goode (detached from Scott's Brigade) - Huwald's (Tennessee) Battery : Cpt Gustave A. Huwald                                                     |
| Division de Pegram BG John Pegram          | Brigade de Scott Col John S. Scott       | - Détachement du commandement de John H. Morgan : Ltc R. M. Martin - 1st Louisiana : Ltc James O. Nixon - 2nd Tennessee : Col Henry M. Ashby - 5th Tennessee : Col George W. McKenzie - Robinson's (Louisiana) Battery (une section) : Lt Winslow Robinson |

## Armée du Tennessee(20 septembre 1863)
Gen Braxton Bragg, Commandant.
Escorte : Cpt Guy Dreux.
- Compagnie de Dreux, Louisiana Cavalry : Lt O. De Buis.
- Compagnie d'Holloway,  Alabama Cavalry : Cpt E. M. Holloway.

### Aile droite
LTG Leonidas Polk.
Escorte : compagnie de Greenleaf, 
Louisiana Cavalry : Cpt Leeds Greenleaf.

#### Division de Cheatham
Escorte : compagnie G, 
2nd Georgia Cavalry : Cpt Thomas M. Merritt.
| Division                                     | Brigade                                     | Régiments et autres |
| -------------------------------------------- | ------------------------------------------- | --- |
| Division de Cheatham MG Benjamin F. Cheatham | Brigade de Jackson BG John K. Jackson       | - 1st Georgia, 2nd Battalion : Maj James Clarke Gordon - 5th Georgia : Col Charles P. Daniel - 2nd Georgia Battalion Sharpshooters : Maj Richard H. Whiteley - 5th Mississippi : Ltc W. L. Sykes, Maj John B. Herring - 8th Mississippi : Col John C. Wilkinson                                                 |
| Division de Cheatham MG Benjamin F. Cheatham | Brigade de Smith Col Alfred J. Vaughan, Jr. | - 11th Tennessee : Col George W. Gordon - 12th-47th Tennessee : Col William M. Watkins - 13th-154th Tennessee : Col A. J. Vaughan, Ltc R.W. Pitman - 29th Tennessee : Col Horace Rice - Dawson's Battalion Sharpshooters : Maj J.W. Dawson, Maj William Green, Maj James Purl                                   |
| Division de Cheatham MG Benjamin F. Cheatham | Brigade de Maney BG George Maney            | - 1st-27th Tennessee : Col Hume R. Field - 4th Tennessee (armée provisoire) : Col James A. McMurry, Ltc Robert N. Lewis, Maj Oliver A. Bradshaw, Cpt Joseph Bostick - 6th-9th Tennessee : Col George C. Porter - 24th Tennessee Battalion Sharpshooters : Maj Frank Maney                                       |
| Division de Cheatham MG Benjamin F. Cheatham | Brigade de Wright BG Marcus J. Wright       | - 8th Tennessee : Col John H. Anderson - 16th Tennessee : Col D. M. Donnell - 28th Tennessee : Col Sidney S. Stanton - 38th Tennessee : Col John C. Carter - 51st-52nd Tennessee : Ltc John G. Hall - 22nd Tennessee Battalion : Maj Thomas B. Murray                                                           |
| Division de Cheatham MG Benjamin F. Cheatham | Brigade de Strahl BG Otho F. Strahl         | - 4th-5th Tennessee : Col Jonathan J. Lamb - 19th Tennessee : Col Francis M. Walker - 24th Tennessee : Col John A. Wilson - 31st Tennessee : Col Egbert E. Tansil - 33rd Tennessee : Col Warner P. Jones |
| Division de Cheatham MG Benjamin F. Cheatham | Artillerie Maj Melancthon Smith             | - Carnes' (Tennessee) Battery : Cpt William W. Carnes - Scogin's (Georgia) Battery : Cpt John Scogin - Scott's (Tennessee) Battery : Lt John H. Marsh, Lt A. T. Watson, Cpt William L. Scott - Smith's (Mississippi) Battery : Lt William B. Turner - Stanford's (Mississippi) Battery : Cpt Thomas J. Stanford |

#### Corps de Hill
LTG Daniel H. Hill.
Escorte :
- compagnie de Sanders, Tennessee Cavalry : Cpt C. F. Sanders (division de Cleburne).
- Compagnie de Foules, Mississippi Cavalry : Cpt H. L. Foules (division de Breckinridge).

| Division                                                             | Brigade | Régiments et autres |
| -------------------------------------------------------------------- | --- | --- |
| Division de Cleburne MG Patrick Cleburne                             | Brigade de Wood BG Sterling A. M. Wood | - 16th Alabama : Maj John H. McGaughy, Cpt Frederick A. Ashford - 33rd Alabama : Col Samuel Adams - 45th Alabama : Col E. B. Breedlove - Gibson's (18th) Alabama Battalion : Maj John H. Gibson mb (affecté au 33rd Alabama) - 32nd-45th Mississippi : Col Mark P. Lowrey - 15th Mississippi Battalion Sharpshooters : Maj A. T. Hawkins, Cpt Daniel Coleman |
| Division de Cleburne MG Patrick Cleburne                             | Brigade de Polk BG Lucius E. Polk | - 1st Arkansas : Col John W. Colquitt - 3rd-5th Confederate : Col J. A. Smith - 2nd Tennessee : Col William D. Robison - 35th Tennessee : Col Benjamin J. Hill - 48th Tennessee : Col George H. Nixon |
| Division de Cleburne MG Patrick Cleburne                             | Brigade de Deshler BG James Deshler (†) Col Roger Q. Mills | - 19th-24th Arkansas : Ltc A. S. Hutchison - 6th-10th Texas-15th Texas Cavalry (démonté) : Col Roger Q. Mills, Ltc T. Scott Anderson - 17th-18th-24th-25th Texas Cavalry (démonté) : Col F. C. Wilkes, Ltc John T. Coit, Maj William A. Taylor |
| Division de Cleburne MG Patrick Cleburne                             | Artillerie Cpt Henry C. Semple | - Calvert's (Arkansas) Battery : Lt Thomas J. Key - Douglas' (Texas) Battery : Cpt James P. Douglas - Semple's (Alabama) Battery : Lt R. W. Goldthwaite |
| Division de Breckinridge MG John C. Breckinridge                     | | |
| Brigade de Helm BG Benjamin Helm (†) Col Joseph H. Lewis             | - 41st Alabama : Col Martin L. Stansel - 2nd Kentucky : Ltc James W. Hewitt, Ltc James W. Moss - 4th Kentucky : Col Joseph P. Nuckols, Maj Thomas W. Thompson - 6th Kentucky : Col Joseph H. Lewis, Ltc Martin H. Cofer - 9th Kentucky : Col John W. Caldwell, Ltc John C. Wickliffe             | |
| Brigade d'Adams BG Daniel W. Adams (b) & (PDG) Col Randall L. Gibson | - 32nd Alabama : Maj John C. Kimbell, Col Randall L. Gibson - 13th-20th Louisiana : Col Leon von Zinken, Cpt E. M. Dubroca - 16th-25th Louisiana : Col Daniel Gober - 19th Louisiana : Ltc Richard W. Turner, Maj Loudon Butler, Cpt H. A. Kennedy - 14th Louisiana Battalion : Maj J. E. Austin | |
| Brigade de Stovall BG Marcellus A. Stovall                           | - 1st-3rd Florida : Col William S. Dilworth - 4th Florida : Col W. L. L. Bowen - 47th Georgia : Cpt William S. Phillips, Cpt Joseph S. Cone - 60th North Carolina : Ltc James M. Ray, Cpt James Thomas Weaver                                                                                    | |
| Artillerie Maj Rice E. Graves (†)                                    | - Cobb's (Kentucky) Battery : Cpt Robert Cobb - Graves' (Kentucky) Battery : Lt S. M. Spencer - Mebane's (Tennessee) Battery : Cpt John W. Mebane - Slocomb's (Louisiana) Battery : Cpt C. H. Slocomb                                                                                            | |

#### Corps de réserve
MG William H. T. Walker.
| Division                                   | Brigade                                                     | Régiments et autres |
| ------------------------------------------ | ----------------------------------------------------------- | --- |
| Division de Walker BG States R. Gist       | Brigade de Gist Col Peyton H. Colquitt (†) Ltc Leroy Napier | - 46th Georgia : Maj A. M. Speer - 8th Georgia Battalion : Ltc Leroy Napier, Maj Z. L. Watters - 24th South Carolina : Col Clement H. Stevens (b), Ltc Ellison Capers |
| Division de Walker BG States R. Gist       | Brigade d'Ector BG Matthew D. Ector                         | - Stone's (Alabama) Battalion Sharpshooters : Maj T. O. Stone - Pound's (Mississippi) Battalion Sharpshooters : Cpt M. Pound - 29th North Carolina : Col William B. Creasman - 9th Texas : Col William Hugh Young (b) - 10th Texas Cavalry (démonté) : Ltc C. R. Earp - 14th Texas Cavalry (démonté) : Col J. L. Camp - 32nd Texas Cavalry (démonté) : Col Julius A. Andrews |
| Division de Walker BG States R. Gist       | Brigade de Wilson Col Claudius C. Wilson                    | - 25th Georgia : Ltc A. J. Williams - 29th Georgia : Ltc George R. McRae - 30th Georgia : Ltc James S. Bonton - 1st Georgia Battalion Sharpshooters : Maj Arthur Shaaff - 4th Louisiana Battalion : Ltc John McEnery |
| Division de Walker BG States R. Gist       | Artillerie                                                  | - Howell's (Georgia) Battery: Cpt Evan Howell |
| Division de Liddell BG St. John R. Liddell | Brigade de Liddell Col Daniel C. Govan                      | - 2nd-15th Arkansas : Ltc Reuben F. Harvey, Cpt A. T. Meek - 5th-13th Arkansas : Col L. Featherston, Ltc John E. Murray - 6th-7th Arkansas : Col D. A. Gillespie, Ltc Peter Snyder - 8th Arkansas : Ltc George F. Baucum, Maj A. Watkins - 1st Louisiana (réguliers) (attaché au 8th Arkansas)                                                                               |
| Division de Liddell BG St. John R. Liddell | Brigade de Walthall BG Edward C. Walthall                   | - 24th Mississippi : Ltc R. P. McKelvaine, Maj W. C. Staples, Cpt B. F. Toomer, Cpt J. D. Smith - 27th Mississippi : Col James A. Campbell - 29th Mississippi : Col William F. Brantley - 30th Mississippi : Col Junius I. Scales, Maj James M. Johnson - 34th Mississippi : Ltc Hugh A. Reynolds mb                                                                         |
| Division de Liddell BG St. John R. Liddell | Artillerie Cpt Charles Swett                                | - Fowler's (Alabama) Battery : Cpt William H. Fowler - Warren Light Artillery (Mississippi Battery) : Lt H. Shannon |

### Aile gauche
LTG James Longstreet.

#### Division de Hindman
Escorte : compagnie de Lenoir, 
Alabama Cavalry : Cpt T.M. Lenoir.
| Division                                                        | Brigade                                                  | Régiments et autres |
| --------------------------------------------------------------- | -------------------------------------------------------- | --- |
| Division de Hindman MG Thomas C. Hindman (b) BG Patton Anderson | Brigade d'Anderson BG Patton Anderson Col Jacob H. Sharp | - 7th Mississippi : Col W. H. Bishop - 9th Mississippi : Maj T. H. Lynam - 10th Mississippi : Ltc James Barr - 41st Mississippi : Col. W. F. Tucker - 44th Mississippi : Col J. H. Sharp, Ltc R. G. Kelsey - 9th Mississippi Battalion Sharpshooters : Maj W. C. Richards - Garrity's (Alabama) Battery : Cpt James Garrity |
| Division de Hindman MG Thomas C. Hindman (b) BG Patton Anderson | Brigade de Deas BG Zach C. Deas                          | - 19th Alabama : Col Samuel K. McSpadden - 22nd Alabama : Ltc John Weedon, Cpt Harry T. Toulmin - 25th Alabama : Col George D. Johnston - 39th Alabama : Col Whitfield Clark - 50th Alabama : Col J. G. Coltart - 17th Alabama Battalion Sharpshooters : Cpt James F. Nabers - Dent's (Alabama) Battery : Cpt S. H. Dent    |
| Division de Hindman MG Thomas C. Hindman (b) BG Patton Anderson | Brigade de Manigault BG Arthur M. Manigault              | - 24th Alabama : Col N. N. Davis - 28th Alabama : Col John C. Reid - 34th Alabama : Maj John N. Slaughter - 10th-19th South Carolina : Col James F. Pressley - Waters' (Alabama) Battery : Lt Charles W. Watkins |

#### Corps de Buckner
MG Simon Bolivar Buckner, Sr.
Escorte : compagnies de Clark, 
Tennessee Cavalry : Cpt J. W. Clark (corps d'état-major).
| Division                                    | Brigade                                                  | Régiments et autres |
| ------------------------------------------- | -------------------------------------------------------- | --- |
| Division de Stewart MG Alexander P. Stewart | Brigade de Bate BG William B. Bate                       | - 58th Alabama : Col Bushrod Jones - 37th Georgia : Col A. F. Rudler, Ltc Joseph T. Smith - 4th Georgia Battalion Sharpshooters : Maj T. D. Caswell, Cpt B. M. Turner, Lt Joel Towers - 15th-37th Tennessee : Col Robert C. Tyler, Ltc R. Dudley Frayser, Cpt R. M. Tankesley - 20th Tennessee : Col Thomas B. Smith, Maj W. M. Shy                                                                             |
| Division de Stewart MG Alexander P. Stewart | Brigade de Brown BG John C. Brown (b) Col Edmund C. Cook | - 18th Tennessee : Col Joseph B. Palmer (b), Ltc William R. Butler, Cpt Gideon H. Lowe - 26th Tennessee : Col John M. Lillard, Maj Richard M. Saffell - 32nd Tennessee : Col Edmund C. Cook, Cpt Calaway G. Tucker - 45th Tennessee : Col Anderson Searcy - 23rd Tennessee Battalion : Maj Tazewell W. Newman, Cpt W. P. Simpson                                                                                |
| Division de Stewart MG Alexander P. Stewart | Brigade de Clayton BG Henry De Lamar Clayton, Sr.        | - 18th Alabama : Col James T. Holtzclaw, Ltc R. F. Inge, Maj P. F. Hunley - 36th Alabama : Col Lewis T. Woodruff - 38th Alabama : Ltc A. R. Lankford |
| Division de Stewart MG Alexander P. Stewart | Artillerie Maj John W. Eldridge                          | - 1st Arkansas Battery : Cpt John T. Humphreys - T. H. Dawson's (Georgia) Battery : Lt R. W. Anderson - Eufaula Artillery (Alabama Battery) : Cpt McDonald Oliver |
| Division de Preston BG William Preston      | Gracie's Brigade BG Archibald Gracie, Jr.                | - 43rd Alabama : Col Young M. Moody - 1st Battalion, Hilliard's Alabama Legion : Ltc John H. Holt, Cpt George W. Huguley - 2nd Battalion, Hilliard's Alabama Legion : Ltc Bolling Hall, Jr., Cpt W. D. Walden - 3rd Battalion, Hilliard's Alabama Legion : Ltc John W. A. Sanford - 4th Battalion, Hilliard's Alabama Legion : Maj John D. McLennan - 63rd Tennessee : Ltc Abraham Fulkerson, Maj John A. Aiken |
| Division de Preston BG William Preston      | 3rd Brigade Col John H. Kelly                            | - 65th Georgia : Col R. H. Moore - 5th Kentucky : Col Hiram Hawkins - 58th North Carolina : Col John B. Palmer - 63rd Virginia : Maj James M. French |
| Division de Preston BG William Preston      | Brigade de Trigg Col Robert C. Trigg                     | - 1st Florida Cavalry (démonté) : Col G. Troup Maxwell - 6th Florida : Col J. J. Finley - 7th Florida : Col Robert Bullock - 54th Virginia : Ltc John J. Wade |
| Division de Preston BG William Preston      | 9th Georgia Artillery Battalion Maj William A. Leyden    | - Compagnie C : Cpt Andrew M. Wolihin - Compagnie D : Cpt Tyler M. Peeples - Jeffress' (Virginia) Battery : Cpt William C. Jeffress |
|                                             | Corps de réserve d'artillerie Maj Samuel C. Williams     | - Kolb's (Alabama) Battery : Cpt R. F. Kolb - McCants' (Florida) Battery : Cpt Robert P. McCants - Darden's (Mississippi) Battery : Cpt Putnam Darden - Baxter's (Tennessee) Battery : Cpt Edmund D. Baxter |

#### Corps de Longstreet
MG John B. Hood  (b).
| Division                                             | Brigade                                                   | Régiments et autres |
| ---------------------------------------------------- | --------------------------------------------------------- | --- |
| Division provisoire de Johnson BG Bushrod R. Johnson | Brigade de Johnson Col John S. Fulton                     | - 17th Tennessee : Ltc Watt W. Floyd - 23rd Tennessee : Col R. H. Keeble - 25th Tennessee : Ltc R. B. Snowden - 44th Tennessee : Ltc John L. McEwen, Jr., Maj G. M. Crawford - Compagnie E, 9th Georgia Artillery Battalion : Lt William S. Everett |
| Division provisoire de Johnson BG Bushrod R. Johnson | Brigade de Gregg BG John Gregg (b) Col Cyrus A. Sugg      | - 3rd Tennessee : Col Calvin H. Walker - 10th Tennessee : Col William Grace - 30th Tennessee : Ltc James J. Turner, Cpt Charles S. Douglass - 41st Tennessee : Ltc James D. Tillman - 50th Tennessee : Col Cyrus A. Sugg, Ltc Thomas W. Beaumont, Maj Christopher W. Robertson, Col Calvin H. Walker - 1st Tennessee Battalion : Maj Stephen H. Colms, Maj Christopher W. Robertson - 7th Texas : Col Hiram B. Granbury, Maj K. M. Vanzandt - Bledsoe's (Missouri) Battery : Lt R. L. Wood |
| Division provisoire de Johnson BG Bushrod R. Johnson | Brigade de McNair BG Evander McNair (b) Col David Coleman | - 1st Arkansas Mounted Rifles (démonté) : Col Robert W. Harper - 2nd Arkansas Mounted Rifles (démonté) : Col James A. Williamson - 25th Arkansas : Ltc Eli Hufstedler - 4th-31st Arkansas-4th Arkansas Battalion : Maj J. A. Ross - 39th North Carolina : Col David Coleman - Culpeper's (South Carolina) Battery : Cpt James F. Culpeper |
| Division de Hood BG Evander M. Law                   | Brigade de Robertson BG Jerome B. Robertson               | - 3rd Arkansas : Col Van H. Manning - 1st Texas : Cpt R. J. Harding - 4th Texas : Ltc John P. Bane, Cpt R. H. Bassett - 5th Texas : Maj J. C. Rogers, Cpt J. S. Cleveland, Cpt T. T. Clay |
| Division de Hood BG Evander M. Law                   | Brigade de Law Col James Sheffield                        | - 4th Alabama : Col Pinckney D. Bowles - 15th Alabama : Col William C. Oates - 44th Alabama : Col William F. Perry - 47th Alabama : Maj James M. Campbell - 48th Alabama : Ltc William M. Hardwick |
| Division de Hood BG Evander M. Law                   | Brigade de Benning BG Henry L. Benning                    | - 2nd Georgia : Ltc William S. Shepherd, Maj W. W. Charlton - 15th Georgia : Col Dudley M. Du Bose, Maj P. J. Shannon - 17th Georgia : Ltc Charles W. Matthews - 20th Georgia : Col J. D. Waddell |
| Division de McLaws BG Joseph B. Kershaw              | Brigade de Kershaw BG Joseph B. Kershaw                   | - 2nd South Carolina : Ltc Franklin Gaillard - 3rd South Carolina : Col James D. Nance - 7th South Carolina : Ltc Elbert Bland †, Maj John S. Hard †, Cpt E. J. Goggans - 8th South Carolina : Col John W. Henagan - 15th South Carolina : Col Joseph F. Gist - 3rd South Carolina Battalion : Cpt Joshua M. Townsend † |
| Division de McLaws BG Joseph B. Kershaw              | Brigade de Humphreys BG Benjamin G. Humphreys             | - 13th Mississippi : Ltc Kennon McElroy - 17th Mississippi : Ltc John C. Fiser - 18th Mississippi : Cpt W. F. Hubbard - 21st Mississippi : Ltc D. N. Moody |

#### Artillerie de réserve
| Bataillons                                    | Batteries |
| --------------------------------------------- | --- |
| Bataillon de Robertson Maj Felix H. Robertson | - Lumsden's (Alabama) Battery : Cpt Charles L. Lumsden - Havis' (Georgia) Battery : Cpt Minor W. Havis - Massenburg's (Georgia) Battery : Cpt T. L. Massenburg - Le Gardeur's (Louisiana) Battery : Cpt G. Le Gardeur, Jr. - Barret's (Missouri) Battery : Cpt Overton W. Barret |

### Cavalerie

#### Corps de Wheeler
MG Joseph Wheeler.
| Division                                | Brigade                                | Régiments et autres |
| --------------------------------------- | -------------------------------------- | --- |
| Division de Wharton BG John A. Wharton  | Première brigade Col Charles C. Crews  | - Malone's (Alabama) Regiment : Col J. C. Malone, Jr. - 2nd Georgia : Ltc F. M. Ison - 3rd Georgia : Col R. Thompson - 4th Georgia : Col Isaac W. Avery                                                                            |
| Division de Wharton BG John A. Wharton  | Deuxième brigade Col Thomas Harrison   | - 3rd Confederate : Col W. N. Estes - 3rd Kentucky : Ltc J. W. Griffith - 4th Tennessee : Ltc Paul F. Anderson - 8th Texas : Ltc Gustave Cook - 11th Texas : Col G. R. Reeves - White's (Tennessee) Battery : Cpt B. F. White, Jr. |
| Division de Martin BG William T. Martin | Première brigade Col John T. Morgan    | - 1st Alabama : Ltc D. T. Blakey - 3rd Alabama : Ltc T. H. Mauldin - 51st Alabama : Ltc M. L. Kirkpatrick - 8th Confederate : Ltc John S. Prather                                                                                  |
| Division de Martin BG William T. Martin | Deuxième brigade Col Alfred A. Russell | - 4th Alabama (Russell's Regiment) : Ltc J. M. Hambrick - 1st Confederate : Cpt C. H. Conner - Wiggins' (Arkansas) Battery : Lt J.P. Bryant                                                                                        |

#### Corps de cavalerie de Forrest
BG Nathan B. Forrest.
Escorte : compagnie de Jackson, 
Tennessee Cavalry : Cpt J. C. Jackson (corps d'état-major).
| Division                                   | Brigade                                  | Régiments et autres |
| ------------------------------------------ | ---------------------------------------- | --- |
| Division d'Armstrong BG Frank C. Armstrong | Brigade d'Armstrong Col James T. Wheeler | - 3rd Arkansas : Col A. W. Hobson - 2nd Kentucky : Ltc Thomas G. Woodward - 6th Tennessee : Ltc James H. Lewis - 18th Tennessee Battalion : Maj Charles McDonald |
| Division d'Armstrong BG Frank C. Armstrong | Brigade de Forrest Col George G. Dibrell | - 4th Tennessee : Col. William S. McLemore - 8th Tennessee : Cpt Hamilton McGinnis - 9th Tennessee : Col Jacob B. Biffle - 10th Tennessee : Col Nicholas Nickleby Cox - 11th Tennessee : Col Daniel Wilson Holman - Shaw's Battalion, O. P. Hamilton's Battalion, and R. D. Allison's Squadron (consolidé) : Maj Joseph Shaw - Huggins' (Tennessee) Battery : Cpt A. L. Huggins - Morton's (Tennessee) Battery : Cpt John W. Morton, Jr. |
| Division de Pegram BG John Pegram          | Brigade de Davidson BG Henry B. Davidson | - 1st Georgia : Col J. J. Morrison - 6th Georgia : Col John R. Hart - 6th North Carolina : Col George N. Folk - Rucker's Tennessee Legion : Col Edmund W. Rucker - 12th Tennessee Battalion : Maj G. W. Day - 16th Tennessee Battalion : Cpt John Q. Arnold - 10th Confederate : Col C. T. Goode (detached from Scott's Brigade) - Huwald's (Tennessee) Battery : Cpt Gustave A. Huwald                                                  |
| Division de Pegram BG John Pegram          | Brigade de Scott Col John S. Scott       | - Détachement du commandement de John H. Morgan : Ltc R. M. Martin - 1st Louisiana : Ltc James O. Nixon - 2nd Tennessee : Col H. M. Ashby - 5th Tennessee : Col George W. McKenzie - Robinson's (Louisiana) Battery (une section) : Lt Winslow Robinson |